# Fortí de l'Oliva
El Fortí de l'Oliva és una obra de Tarragona inclosa a l'Inventari del Patrimoni Arquitectònic de Catalunya.

## Descripció
A la muntanya de l'Oliva, un turó proper del nucli urbà, es conserven les restes del fortí. Es veuen restes de merlets, alguns trams del fossat de defensa i, a l'est de la plaça de l'Oliva, carreus de grans dimensions. La seva empremta física és més visible en la parcel·lació cadastral que per les restes.

## Història
El fortí de l'Oliva es va començar a construir l'any 1810 però no es va poder acabar del tot. Durant la Guerra del Francès va ser assetjat el 27 de maig de 1811 i finalment destruït dos dies més tard.